# Acropteris obliquaria
Acropteris obliquaria es una especie de polilla del género Acropteris, familia Uraniidae.

## Taxonomía
Fue descrita científicamente por Moore.